# М'якохвіст червоноокий

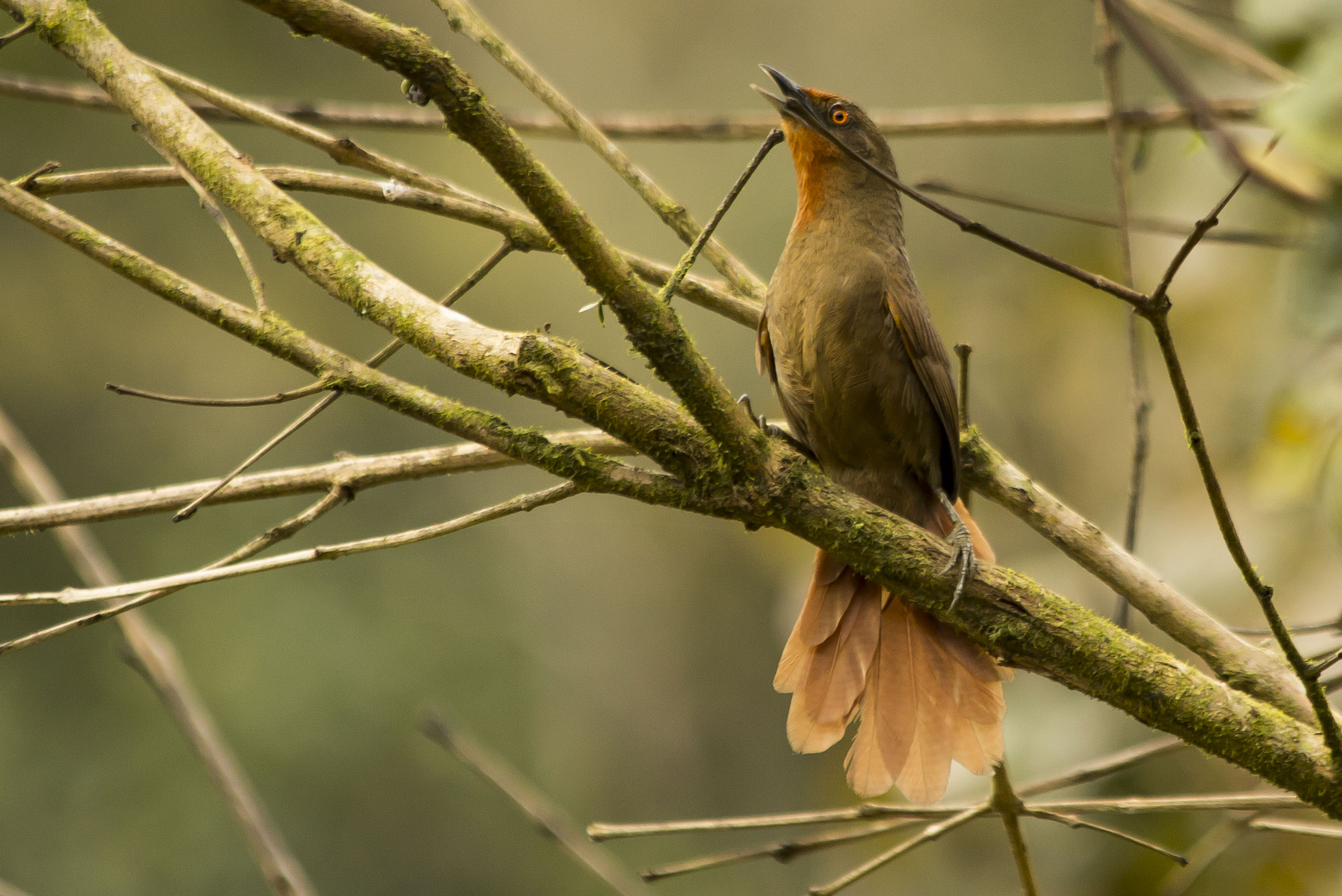
Червоноокий м'якохвіст

М'якохві́ст червоноокий (Phacellodomus erythrophthalmus) — вид горобцеподібних птахів родини горнерових (Furnariidae). Ендемік Бразилії. Раніше вважався конспецифічним з іржастоволим м'якохвостом.

## Поширення і екологія
Червоноокі м'якохвости мешкають на південному сході Бразилії, від південної Баїї до північного сходу Сан-Паулу. Вони живуть в густому підліску вологих рівнинних і гірських атлантичних лісів та на узліссях. Зустрічаються на висоті до 1250 м над рівнем моря.